# Flemming Lassen
Flemming Lassen (født 23. februar 1902 i København, død 18. februar 1984 i Hellerup) var en dansk funktionalistisk arkitekt, bror til arkitekten Mogens Lassen.
Han var søn af dekorationsmaler, senere kaffebrænderiejer Hans Vilhelm Lassen og maleren Ingeborg Winding og dermed barnebarn af komponisten August Winding. Han var i murerlære og læste på på Københavns Tekniske Skole. Han var ansat på forskellige tegnestuer, bl.a. Therkel Hjejle; Niels Rosenkjær; Tyge Hvass; Stadsarkitekten i København (Poul Holsøe) og deltog i opmåling af Vitskøl Kloster for Nationalmuseet.
Lassen var medarbejder hos Arne Jacobsen og havde egen tegnestue fra 1939. Han var lærer ved Kunstakademiets Arkitektskole 1951-63. Han rejste i Tyskland, Holland, Belgien 1931; England 1936; Italien og Grækenland 1931; Japan 1968. Lassen udstillede på Charlottenborg Forårsudstilling 1931, 1937-39, 1941-43, 1947; Bygge- og boligudstillingen i Forum 1929; Magasin du Nords udstilling, sammesteds 1937; UNESCO, Paris 1946; dansk udstilling, Haag 1948 og deltog jævnligt i Snedkerlaugets udstillinger.
Han fik Akademiets stipendium 1931; Bielkes legat 1936; Ny Carlsbergfondet 1937; Eckersberg Medaillen sammen med Erik Møller, 1940; Knud V. Engelhardts legat 1942; Gentofte Kommunes præmiering 1941 og 1957 og Frederiksberg Kommunes præmiering 1943.
Lassen blev gift 28. december 1926 i Hejnsvig med Irene Constance Christine Christensen (8. maj 1903 i København – 16. maj 1991), datter af rejsepræst, senere sognepræst Christian C. og Rosine Anna Hellmuth. Han er begravet på Søllerød Kirkegård.

## Værker
- Fremtidens Hus i Forum (1929, sammen med Arne Jacobsen)
- Indretning af fotobutik, Vimmelskaftet 38, København (1934, sammen med Sophus Hvilsom)
- Enfamiliehus, Grøndalsvej 25, Frederiksberg (1938)
- Nyborg Folkebibliotek, Nyborg (1938-40, 1. præmie 1938, sammen med Erik Møller)
- Toftøjevej 9, Vanløse (1939)
- Enfamiliehus, Søbredden 14, Gentofte (1940)
- Sommerhus i Rungsted (1940)
- 18 enfamiliehuse, Brøndbyøstervej, Glostrup (1941, sammen med Mogens Lassen)
- Søllerød Rådhus (1942, 1. præmie 1939, sammen med Arne Jacobsen)
- Nybygning til Bombebøssen, Dronningensgade 69, Christianshavn (1956)
- Parkskolen, Ballerup (1959, sammen med Kjeld Bentsen og Ejner Graae)
- Jægersborg filialbibliotek, Jægersborgvej (1963)
- Kulturhuset, Randers (1969)

### Fra 1970 sammen med sønnenPer Lassen
- Stadsbiblioteket i Lund (1970)
- Centralbiblioteket i Herning (1970)
- Hovedbibliotek og medborgerhus, Hvidovre (1972-73)
- Kommunebibliotek i Hobro (1978)
- Formgivning af møbler, lamper og sølvtøj

### Andre konkurrencer
- Rustvogn (1930, 1. præmie, sammen med Arne Jacobsen)
- Foreningsbygning i Nykøbing Falster (1935, 3. præmie, sammen med Erik Møller og Viggo Boesen)
- Enfamiliehus til Politikens konkurrence om fremtidens bolig (1935, indkøbt)
- Kastrup Lufthavn (1935, 2. præmie, sammen med Arne Jacobsen)
- Lyngby Rådhus (1938, indkøbt, sammen med Arne Jacobsen)
- Skagen Rådhus (1942, 2. præmie, sammen med Arne Jacobsen)
- Århus Idrætspark (1947, 3. præmie, sammen med Erik Møller)
- Slagelse Rådhus (1948, 1. præmie, sammen med Ejnar Graae)